# 近田怜王
近田 怜王（ちかだ れお、1990年4月30日 - ）は、兵庫県三田市出身の元プロ野球選手（投手・外野手）、野球指導者。福岡ソフトバンクホークス在籍中の2009年から2011年までは、名前の怜王を登録名に使用していた。
ソフトバンク退団後の2012年12月に、西日本旅客鉄道（JR西日本）へ入社。2013年から2015年まで、社内の硬式野球部で現役生活を続けていた。引退後は、現業系の職員として同社に勤務するかたわら、2017年から京都大学硬式野球部のコーチを務めていた。2020年9月1日付で、JR西日本からの出向扱いで、京都大学硬式野球部の助監督に就任。2021年11月18日からは、同部の監督を務めている。

## 経歴

### プロ入り前
三田市立つつじが丘小学校を経て、報徳学園中学校・高等学校に進学した。中学生時代には、シニアリーグの三田シニアに所属。ストレートで最速138km/hを計測したほか、日本代表チームの一員として出場したリトルシニア世界大会では、通算投球イニング24回で47奪三振を記録した。和歌山シニアの宮本武文と共に「関西No.1サウスポー」と呼ばれたため、3年時には40校以上の高校から入学を勧められたが、結局は報徳学園の内部進学を選んだ。
高校生時代には、エースの座をつかんだ1年秋の近畿大会で、当時「高校球界No.1の強打者」と目されていた大阪桐蔭高等学校の中田翔から三振を奪った。報徳学園と同じく兵庫県西宮市に所在する阪神甲子園球場での全国大会には、2年春の第79回選抜高等学校野球大会から3大会に出場。2年時には、夏の第89回全国高等学校野球選手権大会1回戦（対青森山田高等学校戦）の試合中に熱中症を発症するなど、本領を発揮し切れないまま春夏とも初戦敗退を喫した。同大会の終了後も、熱中症の後遺症や足の故障で振るわず、一時はイップスでボールを握れなくなっていた。後に復調すると、3年夏の全国高等学校野球選手権兵庫大会では、ノーシードからの優勝によって2年連続で選手権本大会に出場。本大会では、1回戦からの3試合連続完投でチームを勝利に導いていたが、大阪桐蔭高校との準々決勝で8回途中までに7失点を喫して敗れた（同校は浅村栄斗などを擁してこの大会で優勝）。
2008年のNPBドラフト会議で、投手として福岡ソフトバンクホークスから3巡目で指名。契約金5,000万円、年俸600万円（年俸は推定）という条件で入団した。入団当初の背番号は28、登録名は「怜王」、ユニフォームの背ネーム表記は「LEO」。

### ソフトバンク時代
2009年には、ウエスタン・リーグ公式戦8試合に登板。0勝2敗、防御率5.60という成績でシーズンを終えた。
2010年には、ウエスタン・リーグ公式戦15試合に登板。2勝4敗、防御率5.92を記録したが、シーズン終了後には、球団からオーストラリアン・ベースボールリーグのブリスベン・バンディッツに派遣された。
2011年には、ウエスタン・リーグ公式戦6試合に登板。自責点0で勝敗は付かなかったものの、シーズン終了後に背番号を49に変更した。
2012年には、春季キャンプの直前から、登録名をフルネームの「近田 怜王」に変更。ウエスタン・リーグ公式戦には、投手として5試合に登板すると、1勝0敗、防御率1.29という成績を残していた。シーズン途中の8月9日に外野手へ転向。チームの打撃・走塁・守備練習に参加した ものの、野手として公式戦へ出場するまでには至らなかった。さらに、投手としても入団以来一軍公式戦のマウンドに立つ機会のないまま、10月7日付で球団から戦力外通告を受けた。本人が引退後に述懐したところによれば、シーズン中の野手転向は自身の希望によるもので、セカンドキャリアとして指導者を目指すための勉強の一環であったという。

### ソフトバンク退団後
2012年頃からセカンドキャリアを視野に入れていたものの、戦力外通告を受けたショックは大きく、通告の直後には実家で1ヶ月ほど野球と無縁の生活を送っていた。しかし、「投手として現役生活を終えられた方が納得できるだろう」というアドバイスを地元の関係者から受けたことがきっかけで、同年11月9日の12球団合同トライアウト（クリネックススタジアム宮城）に投手として参加。実際にはNPB他球団から獲得のオファーを受けられなかったため、高校野球の指導者になることを目標に、通信制大学で教員免許を取得することを検討していた。
2012年12月にJR西日本へ入社。活動を休止していた硬式野球部が翌2013年4月から活動を再開することに伴って、同部の投手として現役生活を続けることを決めた。入部に際しては、再開を機に監督へ就任した今田亨や、総監督の後藤寿彦から強く誘われていたという。ちなみに、硬式野球部の活動拠点が広島支社の管内にあることから、入社当初は同支社の所管駅に配属されていた。

### JR西日本硬式野球部時代
2013年の硬式野球部活動再開を機に、選手会長へ就任。2014年には、創部80年目にして第85回都市対抗野球大会への初出場を果たすとともに、自身も本大会に救援で登板した。在籍中も入部から2年以内にNPBへ復帰することを目指していた が、「復帰できるだけの力はない」と悟ったことから、2015年限りで現役を引退するとともに退部した（詳細後述）。
その一方で、2014年のシーズン終了後に学生野球資格回復研修を受講。翌2015年1月30日付で日本学生野球協会から資格回復の適性を認定された ことに伴って、同協会に加盟する高校・大学の硬式野球部で指導できるようになった。

### 現役引退後
2015年12月から、JR西日本の社業に専念。近畿統括本部の所管駅（三ノ宮駅など）での勤務 を経て、明石車掌区で車掌を務めていた。
その一方で、2017年1月からは、上記の社業と並行しながら京都大学硬式野球部を指導。NPBでのプレー経験や指導に必要な学生野球資格を持つことを背景に、職場の上司で同部OB（1991年4月から1994年3月までの監督）の長谷川勝洋から指導を要請されたこと によるもので、当初は臨時コーチとして週に1日のペースでバッテリーを指導していた。2018年4月からコーチへ正式に就任したことを機に、社業を続けながらも、練習へ参加するペースを週2日に変更。これを機に、練習メニューの作成や打者の指導にも携わるようになった。2019年の関西学生野球連盟秋季リーグでは、春季リーグを含めて、同部を連盟発足後最高の順位（4位）にまで導いている。
京都大学硬式野球部では、2020年8月31日までボランティアの立場で指導していた。しかし、指導の姿勢や前述の実績を高く評価したうえで、JR西日本に近田の出向を要請。JR西日本もコーチとしての活動を「企業理念に合致した地域貢献活動」として認めたため、同社からの出向扱いで、翌9月1日付で京都大学硬式野球部の助監督へ就任することが決まった。JR西日本によれば、業務と直接の関係がない業種・分野の団体に社員を出向させること自体が異例で、近田の出向には期限を設けていないという。

### 京都大学硬式野球部の監督時代
2021年11月18日付で、京都大学硬式野球部の監督に就任。就任後初めて臨んだ関西学生野球連盟のリーグ戦（2022年春季開催分）で、チームを3年振り（コーチ在任中の2019年秋季以来4季振り）の最下位脱出に導いた。チームはこのシーズンに、前季（2021年秋季）優勝校の関西大学から開幕カードで40年振り（1982年秋季以来）、立命館大学から20年振り（2002年秋季以来）の勝ち点を獲得。リーグ戦での勝ち点獲得は2019年秋季以来、開幕カードでの獲得は20年振り（2002年秋季以来）で、チームは関西学生野球連盟下でのリーグ戦最高順位（3位）確定の可能性を近畿大学との春季最終戦（5月24日）まで残していた。実際には最終戦に大敗したため春季を5位で終えたものの、この試合で春季優勝を決めた近畿大学からも、第2戦（5月18日）で梶川恭隆の代打逆転満塁本塁打（チーム公式戦史上初の快挙）をきっかけに1勝をマーク。また、関西学生野球連盟の発足（1982年）以来初めて、3人の選手がリーグのベストナインに選ばれた。
2022年関西学生野球連盟秋季リーグ戦期間中の10月16日に、かねて交際していた女性と結婚したことを公表した。自身が率いるチームは、秋季リーグを最下位で終えたものの、10月19日に連盟発足後初めて近畿大学から勝ち点を獲得。2023年のリーグ戦では春秋を通じて最下位だったが、2024年の春季リーグでは、連盟発足後初めて開幕節（関西大学との開幕2連戦）での連勝を果たした。

## 選手としての特徴・人物
「怜王」（れお）という名前は本名で、「他人の上に立てる子になって欲しい」という両親の願いから、「百獣の王」として名高いライオンにちなんで付けられた。ソフトバンクへの入団交渉では、本人がこの名前を登録名に用いることを担当スカウトの永山勝に直訴した結果、入団から3年間にわたってNPBに登録された。
投手としては、最速147km/hのストレートが武器 で、試合を組み立てる能力も高く評価されていた。
ソフトバンクへの入団が決まった際には、日本人投手によるNPB公式戦での最速記録（当時は155km/h）を更新することを目標に挙げていた。もっとも、本人によれば、高校生時代に見舞われたイップスの感覚はソフトバンクへの入団後も残っていたという。現に、学生時代からオーバースローだった投球フォームを、JR西日本の硬式野球部時代にサイドスローへ変更。同部での引退直後に病院で診察を受けたところ、右膝半月板の損傷や左肩関節唇の剥落が判明した。前述したように、引退後は京都大学硬式野球部で主に投手を指導しているが、左手首のスナップを利かせないとボールを投げられないとのことである。
京都大学硬式野球部の監督に就任した2022年シーズンからは、複数の部員をNPBの球団へ送り出している。
- 近田の監督1年目（2022年）に4年生部員としてチーム躍進の一翼を担っていた水口創太（医学部の人間健康科学科へ在籍していた右投手）は、同年の関西学生野球秋季リーグ戦を前にプロ志望届を日本学生野球連盟へ提出したところ、同年のNPB育成ドラフト会議で自身の古巣に当たるソフトバンクから7巡目で指名。指名後の交渉を経て、「2023年の春季キャンプ前に理学療法士の国家試験を受験する」との条件付きで育成選手として入団した[23]。京都大学硬式野球部の現役部員がドラフト会議での指名を経てNPBの球団へ入った事例は、2014年のドラフト会議2巡目で千葉ロッテマリーンズから指名された工学部工業化学科4年生の田中英祐（支配下登録選手としての入団を経て2015年から3年間在籍）以来2人目。京都大学の医学部で学んでいる部員が指名された事例や、（他学部の学生を含めた）現役の部員が育成選手としてNPBの球団と契約した事例は、いずれも水口が初めてである[24]。なお、水口はソフトバンクへの入団後（2023年2月）に理学療法士の国家試験を受験したところ、合格に至っている[25]。
- 野球でのプレーを本格的に経験していないにもかかわらず、経済学部の1年時から硬式野球部で学生コーチや主務として活動していた三原大知（灘高等学校出身）[26]は、4年時の2022年に「幼い頃からファンだった」という阪神タイガースの専門職採用試験に応募。メジャーリーグの公式戦におけるチーム・個人成績（データ）を灘中学校への在学中から独自に分析してきた経験や、京都大学の硬式野球部で初めての「アナライザー」（チーム専属のデータアナリスト）として関西学生野球リーグ戦での最下位脱出・近田監督による投手の起用などへ貢献してきた実績が評価された末に、卒業後の2023年4月1日付で阪神球団史上初の「データアナリスト」として入団している[27][28]。
- 香川県立高松高等学校から2022年に工学部へ入学した水野琳太郎は、捕手として2年時の関西学生野球春季リーグで公式戦へのデビューを果たした。その一方で、工学部で分子速度のシミュレーション実験を手掛けていることなどを背景に、ラプソード（投球の回転数や変化量などを計測できる弾道測定器）から導き出された投手の投球データの分析も担当。3年時の途中までは大学院工学研究科への進学を志していたが、近田の勧めで進路をNPB球団の「アナライザー」へ変更した末に、卒業後の2025年度から東京ヤクルトスワローズへ「アナリスト」として入団することが内定している。ヤクルト球団が新卒の球団職員として「アナリスト」を採用することは水野が初めてで、関西学生野球リーグでの対戦校の打者（延べ220名）の打球方向を独自に分析したうえで、対戦校ごとにリポートを作成していたことが採用の決め手になったという。ちなみに、近田によれば、「日本のプロ野球界（NPB）では、最新のデータ機器が普及しているにもかかわらず、データに対するコーチや選手の理解度があまり深くないため、実際にはデータをまだうまく利用できていない。水野はこのような野球界を変えられるような存在で、NPBの球団に入れば、進学校のや京都大学の野球部のあり方も変わるかも知れない（と思ってアナリストへの道を勧めた）」とのことである[29]。

## 詳細情報

### 年度別投手・打撃成績
- 一軍公式戦出場なし

### 背番号
- 29 （2009年 - 2011年）
- 49 （2012年）
- 21 （2013年 - 2015年）

### 登録名
- 怜王 （れお、2009年 - 2011年）
- 近田 怜王 （ちかだ れお、2012年）